# Jamaicas herrlandslag i fotboll
Jamaicas herrlandslag i fotboll spelade sin första landskamp den 22 mars 1925 och vann med 2–1 borta mot Haiti. Jamaica spelar sina hemmamatcher på nationalarenan Independence Park som ligger i huvudstaden Kingston.

## Historik
Jamaicas fotbollsförbund bildades 1910 och är medlem av Fifa och Concacaf. 
Lagets största framgång var deltagandet i VM i Frankrike 1998. 

### VM
- 1930 - Deltog ej
- 1934 - Deltog ej
- 1938 - Deltog ej
- 1950 - Deltog ej
- 1954 - Deltog ej
- 1958 - Deltog ej
- 1962 - Deltog ej
- 1966 - Kvalade inte in
- 1970 - Kvalade inte in
- 1974 - Drog sig ur
- 1978 - Kvalade inte in
- 1982 - Deltog ej
- 1986 - Drog sig ur
- 1990 - Kvalade inte in
- 1994 - Kvalade inte in
- 1998 - Första omgången
- 2002 - Kvalade inte in
- 2006 - Kvalade inte in
- 2010 - Kvalade inte in
- 2014 - Kvalade inte in
- 2018 - Kvalade inte in
- 2022 - Kvalade inte in

Jamaica tog sig vidare till slutspelet 1998 som tredje lag efter Mexiko och USA. Avgörande matchen blev 1-0 hemma över gruppfyran Costa Rica
I kvalet till VM i Tyskland 2006 åkte man ut i andra omgången.

### VM 1998
I slutspelet i Frankrike blev det två förluster och en seger – mot blivande bronsmedaljörerna Kroatien (1–3), Argentina (0–5) och Japan (2–1) – och därmed tredje plats i gruppen. Theodore Whitmore gjorde båda målen i segermatchen mot Japan.

### Concacaf Gold Cup
- 1941 - till 1961 - Deltog ej
- 1963 - Första omgången
- 1965 - Deltog ej
- 1967 - Kvalade inte in
- 1969 - 6:e plats (sist)
- 1971 - Kvalade inte in
- 1973 - Drog sig ur
- 1977 - Kvalade inte in
- 1981 - Deltog ej
- 1985 - Drog sig ur
- 1989 - Kvalade inte in
- 1991 - Första omgången
- 1993 - 3:e plats (delad)
- 1996 - Kvalade inte in
- 1998 - 4:e plats
- 2000 - Första omgången
- 2002 - Kvalade inte in
- 2003 - Andra omgången (kvartsfinal)
- 2005 - Andra omgången (kvartsfinal)
- 2007 - Kvalade inte in
- 2009 - Första omgången
- 2011 - Andra omgången (kvartsfinal)
- 2013 - Kvalade inte in
- 2015 - Silver
- 2017 - Silver
- 2019 - Semifinal
- 2021 - Kvartsfinal
- 2023 - Semifinal

### Karibiska mästerskapet
- 1989 - Kvalade inte in
- 1990 - Första omgången
- 1991 - 1:a plats
- 1992 - 2:a plats
- 1993 - 2:a plats
- 1994 - Kvalade inte in
- 1995 - Första omgången
- 1996 - Första omgången
- 1997 - 3:e plats
- 1998 - 1:a plats
- 1999 - Semifinal
- 2001 - Första omgången
- 2005 - 1:a plats
- 2007 - Kvalade inte in
- 2008 - 1:a plats
- 2010 - 1:a plats
- 2012 - Första omgången
- 2014 - 1:a plats

Jamaica har hittills vunnit sex gånger: 1991, 1998, 2005, 2008, 2010 och 2014.
I 2007 års kvals första omgång föll jamaicanerna mot Saint Vincent och Grenadinerna med 1–2 trots att gruppen spelades på hemmaplan. Därmed missade man fortsatt kval efter bara tredje plats i sin grupp.

## Kända spelare
- Warren Barrett
- Jermaine Beckford
- Walter Boyd
- Durrant Brown
- Deon Burton
- Linval Dixon
- Robbie Earle
- Ricardo Fuller
- Ricardo Gardner
- Marcus Gayle
- Onandi Lowe
- Tyrone Marshall
- Dwayne Miller
- Damani Ralph
- Luton Shelton
- Shavar Thomas
- Andy Williams
- Theodore Whitmore
- Craig Ziadie